# Athiémé
Athiémé es una comuna beninesa perteneciente al departamento de Mono.
En 2013 tiene 56 483 habitantes, de los cuales 15 195 viven en el arrondissement de Athiémé.
Se ubica a orillas del río Mono en la frontera con Togo, unos 10 km al suroeste de Lokossa.

## Subdivisiones
Comprende los siguientes arrondissements:
- Adohoun
- Atchannou
- Athiémè
- Dédékpoé
- Kpinnou